# Peter Aumer

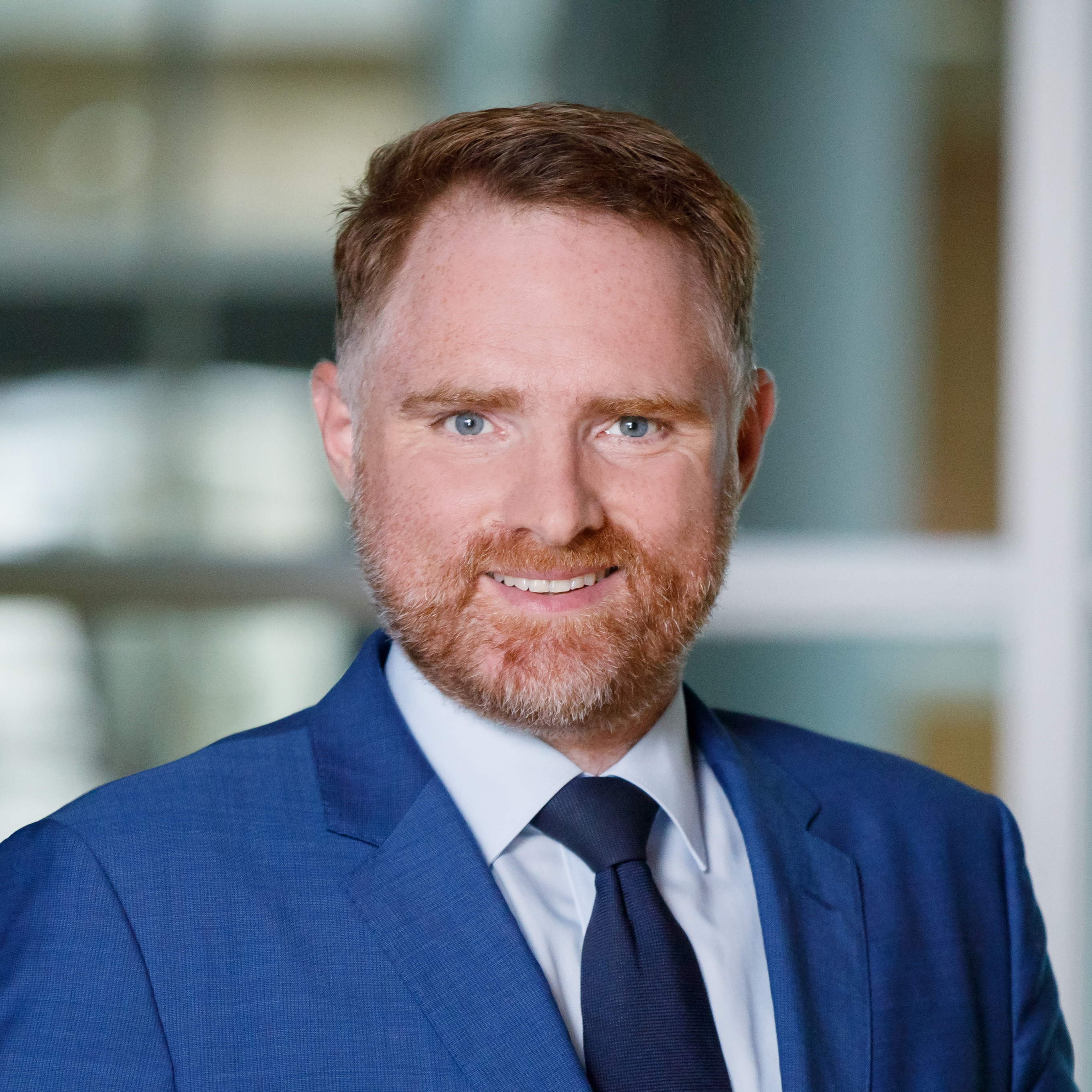
Peter Aumer (2018)

Peter Aumer (* 17. April 1976 in Regensburg) ist ein deutscher Politiker (CSU). Er gehörte von 2009 bis 2013 und erneut seit 2017 dem Deutschen Bundestag an.

## Leben und Beruf
Aumer absolvierte nach Abschluss seiner Schulausbildung eine Berufsausbildung zum Steuerfachgehilfen an der Fachoberschule Regensburg. Im Anschluss studierte er an der Fachhochschule Regensburg Betriebswirtschaftslehre. Das Studium schloss er als Diplom-Betriebswirt (FH) ab und war dann beruflich in der Steuerberatung und der Wirtschaftsprüfung tätig. 
Er ist beruflich in der Steuerberatung, Wirtschaftsprüfung und bei einem Energieversorgungsunternehmen tätig.

## Politische Tätigkeiten

### Einstieg in die Politik (1996 – 2002)

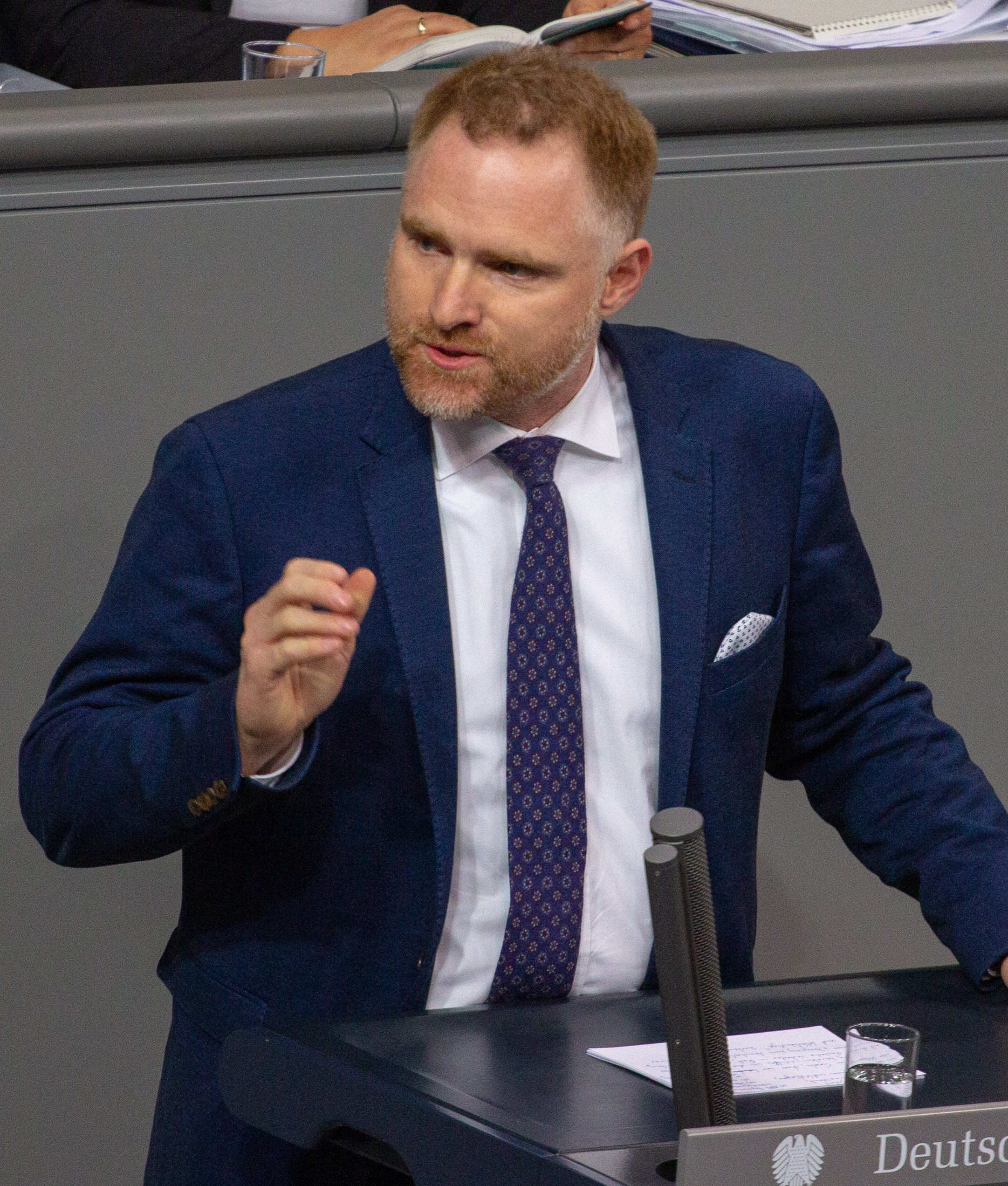
Aumer im Bundestag (2019)

Seine politische Laufbahn begann 1996 mit dem Beitritt zur Jungen Union und zur CSU. Von 1998 bis 2009 war er Ortsvorsitzender der JU Regenstauf. Nachdem er zunächst Beisitzer und kommissarischer Ortsvorsitzender war, wurde er im Jahr 2000 zum Vorsitzenden des CSU-Ortsverbandes Ramspau gewählt und hatte diese Position bis 2011 inne. 2001 folgte die Wahl zum stellvertretenden Vorsitzenden des CSU-Gemeindeverbandes Regenstauf. Ein erstes politisches Mandat übernahm er nach der Kommunalwahl im Frühjahr 2002 als Marktgemeinderat in Regenstauf. Er war dort zunächst Mitglied des Finanz- und Wirtschaftsausschusses und Verbandsrat des Abwasserzweckverbandes im Regental. Seitdem hat er außerdem ein Mandat im Kreistag Regensburg.

### Verschiedene Vorstandstätigkeiten (2003 – 2009)
Seit 2003 ist er Mitglied im Vorstand des CSU-Kreisverbandes Regensburg-Land und Beisitzer und Delegierter zu Bezirks- und Landesparteitag. Im Frühjahr 2008 wurde er erneut in den Marktgemeinderat Regenstauf gewählt und gehört bis 2014 dem Bau-, Umwelt- und Verkehrsausschuss sowie dem Haupt- und Finanzausschuss an. Von 2008 bis 2013 war er stellvertretender Vorsitzender der CSU-Kreistagsfraktion Regensburg, von 2013 bis 2017 Vorsitzender. Am 6. Mai 2008 wurde er zum 3. Bürgermeister des Marktes Regenstauf gewählt und behielt diese Position bis 2010. Am 12. Juni 2008 wurde er Vorsitzender des CSU-Gemeindeverbandes Regenstauf.
Am 28. Februar 2009 wurde er als Nachfolger der nicht mehr kandidierenden Maria Eichhorn zum Direktkandidaten der CSU für den Bundestagswahlkreis Regensburg gewählt. Zudem wurde er auf Listenplatz 4 aufgestellt. Beim Bezirksparteitag der CSU Oberpfalz am 29. Mai 2009 wurde er in den Bezirksvorstand gewählt.

### Erster Einzug in den Bundestag (2009 – 2014)
Nach der Bundestagswahl 2009 zog er mit 44,8 % der Erststimmen im Wahlkreis Regensburg als Direktkandidat erstmals als Abgeordneter in den Deutschen Bundestag ein. Im 17. Deutschen Bundestag war er Mitglied im parlamentarischen Beirat für nachhaltige Entwicklung und Schriftführer. 2011 wurde er zum Vorsitzenden des CSU-Kreisverbands Regensburg-Land gewählt.
Im Januar 2013 gab er bekannt, zur Bundestagswahl 2013 nicht mehr anzutreten. Stattdessen erklärte er, bei den Kommunalwahlen in Bayern 2014 als Nachfolger von Herbert Mirbeth, der aus Altersgründen nicht mehr antreten durfte, bei der Wahl zum Landrat des Landkreises Regensburg zu kandidieren. Am 7. Juni 2013 wählten die knapp 200 Delegierten Aumer einstimmig zum Landratskandidaten der CSU für die Kommunalwahl am 16. März 2014. Im 2. Wahlgang am 30. März 2014 unterlag er in der Stichwahl gegen Tanja Schweiger von den Freien Wählern.

### Erneute Wahl in den Bundestag (2016 – heute)
Am 26. November 2016 wurde Aumer von 81 der 159 wahlberechtigten Delegierten nach 2009 zum zweiten Mal zum Direktkandidaten der CSU für den Bundestagswahlkreis Regensburg gewählt und lag damit in der Abstimmung nur knapp vor Astrid Freudenstein mit 78 Stimmen. Der amtierende Direktabgeordnete Philipp Graf von und zu Lerchenfeld zog seine angekündigte Kandidatur während der Nominierungsversammlung zurück. Zudem wurde er Spitzenkandidat der Landesliste der CSU für den Bundestag.
Bei der Bundestagswahl 2017 gewann Aumer 40,05 % der Erststimmen im Bundestagswahlkreis Regensburg und damit das Direktmandat im Wahlkreis. Er war ordentliches Mitglied im Ausschuss für Arbeit und Soziales und im Unterausschuss Abrüstung, Rüstungskontrolle und Nichtverbreitung sowie stellvertretendes Mitglied im Ausschuss für Angelegenheiten der Europäischen Union. Seit 2020 ist er erneut Marktgemeinderat in Regenstauf.
Bei der Bundestagswahl 2021 konnte er mit 35,3 Prozent der Erststimmen sein Direktmandat verteidigen. In der 20. Legislaturperiode ist er Obmann im Unterausschuss Abrüstung, Rüstungskontrolle und Nichtverbreitung sowie ordentliches Mitglied im Ausschuss für Arbeit und Soziales. Zudem ist er stellvertretender Vorsitzender der Parlamentariergruppe ASEAN.
Bei der Bundestagswahl 2025 am 23. Februar 2025 konnte er mit 38,3 Prozent sein Mandat in Regensburg erneut verteidigen. Im 21. Deutschen Bundestag ist Aumer Mitglied im Haushaltsausschuss sowie im Ausschuss für Arbeit und Soziales.

## Mitgliedschaften
Aumer ist Mitglied der überparteilichen Europa-Union Deutschland, die sich für ein föderales Europa und den europäischen Einigungsprozess einsetzt. Zudem ist er ehrenamtliches Mitglied des Koordinierungsrates für den Bahnausbau zwischen Hof und Obertraubling für die Deutsche Bahn Netz AG. Bis 2019 war er Mitglied des Verwaltungsrates der Sparkasse Regensburg. Er war bis Januar 2020 Vorsitzender der Freiwilligen Feuerwehr Ramspau. Bis September 2022 war er ehrenamtliches Kuratoriumsmitglied der Katholischen Akademie für Berufe im Gesundheits- und Sozialwesen in Bayern.

## Privates
Aumer ist römisch-katholischer Konfession und ledig.